# Dougie Lampkin
Douglas Martin Lampkin, MBE, mais conhecido como Dougie Lampkin (Silsden, 23 de março de 1976), é um renomado motociclista britânico, dodecacampeão mundial de moto trial.

## Biografia
Lampkin nasceu numa família composta por motociclistas profissionais. Seu pai, Martin Lampkin, foi bicampeão do Mundial de Trial organizado pela FIM, sendo o segundo título, conquistado em 1975, dois anos após sua primeira conquista, declarado como conquista mundial, uma vez que antes a campetição era considerada de nível regional. Já seu tio mais velho, Arthur Lampkin, apesar de não ter conseguido o mesmo sucesso, era um regular vencedor de competições de trial durante os anos 1960, assim como seu tio mais novo, Alan Lampkin.
Seu sucesso na categoria começou cedo, em 1991, com apenas quinze anos, vencendo competições trial juniores. Sua primeira grande conquista veio pouco tempo depois, em 1993, com a conquista do campeonato europeu. No ano seguinte venceu o campeonato britânico adulto, o qual conquistaria em outras seis oportunidades. Neste mesmo ano de 1994, Dougie conquistou o primeiro de seus três troféus da famosa corrida Scott Trial, uma das poucas competições onde não superou seu pai nem seu tio mais velho, tendo o primeiro vencido o torneio em quatro oportunidades e o segundo em três (seu tio Alan venceu apenas uma vez). Seus primeiros títulos mundiais chegariam apenas em 1997, quando conquistou tanto a categoria Indoor quanto a Outdoor. Os títulos se repetiriam durante os quatro anos seguintes na primeira categoria e seis na segunda, quando conquistou seu último título mundial. Lampkin também conquistou em quatro oportunidades a prestigiosa Trial des Nations.

## Principais conquistas
- Campeonato Europeu de Trial: 1993[4]
- Campeonato Britânico de Trial Adulto: 1994, 1997, 1998, 1999, 2000, 2002[4]
- Scottish Six Days Trial: 1994, 1995, 1996, 2008, 2009, 2012, 2013, 2014[4]
- Scott Trial: 1994, 2006, 2007[4]
- Campeonato Mundial de Trial Indoor: 1997, 1998, 1999, 2000, 2001[4]
- Campeonato Mundial de Trial Outdoor: 1997, 1998, 1999, 2000, 2001, 2002, 2003[4]
- Trial des Nations: 1997, 1999, 2002, 2003[4]
- Campeonato Espanhol de Trial Adulto: 2001, 2003[4]